# آرتور ویر
آرتور ویر (انگلیسی: Arthur Wear; ۱ مارس ۱۸۸۰ – ۶ نوامبر ۱۹۱۸) تنیس‌باز اهل ایالات متحده آمریکا بود.
وی در مسابقات کشوری و بین‌المللی در مجموع برندهٔ ۱ مدال برنز شده‌است.